# 2007年太平洋颱風季時間軸

## 1月
- 沒有任何熱帶氣旋形成於西北太平洋。

## 2月
- 沒有任何熱帶氣旋形成於西北太平洋。

## 3月
3月31日
- 12 p.m. UTC - 密克羅尼西亞東方發現一股熱帶低氣壓。
- 6 p.m. UTC - 日本氣象廳將熱帶低氣壓01W升格為熱帶風暴，並將它命名為康妮。
- 9 p.m. UTC - 聯合颱風警報中心將熱帶低氣壓01W升格至熱帶風暴01W。

## 4月
4月1日
- 6 p.m. UTC - 日本氣象廳將熱帶風暴康妮升格至強烈熱帶風暴康妮。

4月2日
- 3 a.m. UTC - 聯合颱風警報中心將熱帶風暴01W升格至颱風01W。

4月3日
- 6 a.m. UTC - 日本氣象廳將強烈熱帶風暴康妮升格至颱風康妮。

4月4日
- 12 p.m. UTC - 日本氣象廳將颱風康妮降格至強烈熱帶風暴康妮。
- 3 p.m. UTC - 聯合颱風警報中心將颱風01W降格至熱帶風暴01W。

4月5日
- 3 a.m. UTC - 聯合颱風警報中心為熱帶風暴01W發出最後報告。
- 6 a.m. UTC - 日本氣象廳將強烈熱帶風暴康妮降格至熱帶風暴康妮。

4月6日
- 12 a.m. UTC - 日本氣象廳為熱帶風暴康妮發出最後報告。

## 5月
5月16日
- 3 p.m. UTC - 密克羅尼西亞東方發現一股熱帶低氣壓。

5月17日
- 6 a.m. UTC - 日本氣象廳將熱帶低氣壓02W升格為熱帶風暴，並將它命名為玉兔。
- 9 a.m. UTC - 聯合颱風警報中心將熱帶低氣壓02W升格至熱帶風暴02W。

5月18日
- 6 a.m. UTC - 日本氣象廳將熱帶風暴玉兔升格至強烈熱帶風暴玉兔。
- 8 a.m. UTC - 菲律賓大氣地理天文部門將強烈熱帶風暴玉兔命名為熱帶風暴Amang。
- 12 p.m. UTC - 聯合颱風警報中心將熱帶風暴02W升格至颱風02W。
- 6 p.m. UTC - 日本氣象廳將強烈熱帶風暴玉兔升格至颱風玉兔。

5月19日
- 2:45 a.m. UTC - 菲律賓大氣地理天文部門將熱帶風暴Amang升格至颱風Amang。

5月22日
- 3 a.m. UTC - 聯合颱風警報中心為颱風02W發出最後報告。
- 9 a.m. UTC - 日本氣象廳將颱風玉兔降格至強烈熱帶風暴玉兔。
- 3 p.m. UTC - 日本氣象廳將強烈熱帶風暴玉兔降格至熱帶風暴玉兔。

5月23日
- 12 a.m. UTC - 日本氣象廳為熱帶風暴玉兔發出最後報告。

## 6月
- 沒有任何熱帶氣旋形成於西北太平洋。

## 7月
7月4日
- 9 a.m. UTC - 熱帶風暴03W在海南島之東南形成。
- 未知時間 - 熱帶風暴03W在海南島登陸。
- 3 p.m. UTC - 聯合颱風警報中心將熱帶風暴03W降格至熱帶低氣壓03W。
- 9 p.m. UTC - 聯合颱風警報中心將熱帶低氣壓03W升格至熱帶風暴03W。

7月5日
- 12 a.m. UTC - 日本氣象廳將熱帶風暴03W確認為熱帶風暴，並將它命名為桃芝。
- c. 12 p.m. UTC - 熱帶風暴桃芝在越南登陸。
- 3 p.m. UTC - 聯合颱風警報中心將熱帶風暴03W降格至熱帶低氣壓03W。
- 3 p.m. UTC - 聯合颱風警報中心為熱帶低氣壓03W發出最後報告。
- 6 p.m. UTC - 日本氣象廳將熱帶風暴桃芝降格至熱帶低氣壓桃芝並為它發出最後報告。

7月7日
- 3 p.m. UTC - 關島東南方發現一股熱帶低氣壓。
- 9 p.m UTC - 聯合颱風警報中心將熱帶低氣壓04W升格至熱帶風暴04W。

7月8日
- 6 p.m. UTC - 日本氣象廳將熱帶風暴04W確認為熱帶風暴，並將它命名為萬宜。

7月9日
- 6 p.m. UTC - 日本氣象廳將熱帶風暴萬宜升格至強烈熱帶風暴萬宜。

7月10日
- 9 a.m UTC - 聯合颱風警報中心將熱帶風暴04W升格至颱風04W。
- 6 p.m. UTC - 日本氣象廳將強烈熱帶風暴萬宜升格至颱風萬宜。
- 9 p.m. UTC - 菲律賓大氣地理天文部門將颱風萬宜命名為颱風Bebeng。

7月12日
- 6 p.m. UTC - 聯合颱風警報中心將颱風04W升格至超級颱風04W。

7月13日
- 3 a.m. UTC - 聯合颱風警報中心將超級颱風04W降格至颱風04W。

7月13日
- 3 a.m. UTC - 聯合颱風警報中心將超級颱風04W降格至颱風04W。
- 9 a.m. UTC - 聯合颱風警報中心將颱風04W升格至超級颱風04W。
- 3 p.m. UTC - 聯合颱風警報中心將超級颱風04W降格至颱風04W。

7月14日
- c. 4 a.m. UTC - 颱風萬宜在九州登陸。
- c. 9 a.m. UTC - 颱風萬宜在四國登陸。
- 9 p.m. UTC - 聯合颱風警報中心將颱風04W降格至熱帶風暴04W。
- c. 11 p.m. UTC - 颱風萬宜在本州登陸。

7月15日
- 12 a.m. UTC - 日本氣象廳將颱風萬宜降格至強烈熱帶風暴萬宜。
- 9 a.m. UTC - 聯合颱風警報中心為熱帶風暴04W發出最後報告。
- 6 p.m. UTC - 日本氣象廳將強烈熱帶風暴降格至熱帶風暴萬宜。

7月17日
- 12 a.m. UTC - 日本氣象廳為熱帶風暴萬宜發出最後報告。

7月28日
- 3 p.m. UTC - 塞班島東北方發現一股熱帶低氣壓。
- 9 p.m. UTC - 聯合颱風警報中心將熱帶低氣壓05W升格至熱帶風暴05W。

7月29日
- 6 a.m. UTC - 日本氣象廳將熱帶風暴05W確認為熱帶風暴，並將它命名為天兔。
- 9 p.m. UTC - 聯合颱風警報中心將熱帶風暴05W升格至颱風05W。

7月30日
- 12 a.m. UTC - 日本氣象廳將熱帶風暴天兔升格至強烈熱帶風暴天兔。

7月31日
- 12 a.m. UTC - 日本氣象廳將強烈熱帶風暴天兔升格至颱風天兔。

## 8月
8月2日
- c. 8 a.m. UTC - 颱風天兔在九州宮崎縣登陸。
- 12 p.m. UTC - 日本氣象廳將颱風天兔降格至強烈熱帶風暴天兔。
- c. 5 p.m. UTC - 強烈熱帶風暴天兔在本州山口縣登陸。
- 6 p.m. UTC - 順化市東南方發現一股熱帶低氣壓。
- 9 p.m. UTC - 日本氣象廳將強烈熱帶風暴天兔降格至熱帶風暴天兔。

8月3日
- 3 p.m. UTC - 聯合颱風警報中心將颱風05W降格至熱帶風暴05W。
- 9 p.m. UTC - 聯合颱風警報中心為熱帶風暴05W發出最後報告。

8月4日
- 3 a.m. UTC - 聯合颱風警報中心將熱帶低氣壓06W升格至熱帶風暴06W。
- c. 4 a.m. UTC - 熱帶風暴天兔在本州青森縣登陸。
- c. 5 a.m. UTC - 熱帶風暴天兔在本州青森縣再次登陸。
- 12 p.m. UTC - 日本氣象廳為熱帶風暴天兔發出最後報告。
- 3 p.m. UTC - 聯合颱風警報中心將熱帶風暴06W降格至熱帶低氣壓06W。

8月5日
- 6 a.m. UTC - 日本氣象廳將關島西北方的熱帶低氣壓升格為熱帶風暴，並將它命名為帕布。
- 9 a.m. UTC - 聯合颱風警報中心將熱帶風暴帕布確認為熱帶風暴07W。
- 9 a.m. UTC - 菲律賓大氣地理天文部門將熱帶風暴帕布命名為熱帶風暴Chedeng。

8月6日
- 6 a.m. UTC - 日本氣象廳將熱帶風暴帕布升格至強烈熱帶風暴帕布。

8月7日
- 3 a.m. UTC - 聯合颱風警報中心將熱帶風暴07W升格至颱風07W。
- 9 a.m. UTC - 日本氣象廳將強烈熱帶風暴帕布升格至颱風帕布。
- 9 a.m. UTC - 聯合颱風警報中心為熱帶低氣壓06W發出最後報告。
- 3 p.m. UTC - 馬尼拉東南方發現一股熱帶低氣壓。
- 3 p.m. UTC - 聯合颱風警報中心將颱風07W降格至熱帶風暴07W。
- 3 p.m. UTC - 日本氣象廳將颱風帕布降格至強烈熱帶風暴帕布。
- c. 4:30 p.m. UTC - 強烈熱帶風暴帕布在屏東縣登陸。
- 9 p.m. UTC - 聯合颱風警報中心將熱帶風暴07W升格至颱風07W。

8月8日
- 12 a.m. UTC - 日本氣象廳將熱帶低氣壓08W升格為熱帶風暴，並將它命名為蝴蝶。
- 3 a.m. UTC - 聯合颱風警報中心將颱風07W降格至熱帶風暴07W。
- 3 a.m. UTC - 菲律賓大氣地理天文部門將熱帶風暴蝴蝶命名為熱帶低氣壓Dodong。
- 9 a.m. UTC - 聯合颱風警報中心將熱帶低氣壓08W升格至熱帶風暴08W。
- 9 a.m. UTC - 菲律賓大氣地理天文部門將熱帶低氣壓Dodong升格至熱帶風暴Dodong。
- 6 p.m. UTC - 日本氣象廳將強烈熱帶風暴帕布降格至熱帶風暴帕布。

8月9日
- 3 a.m. UTC - 日本氣象廳將熱帶風暴蝴蝶降格至熱帶低氣壓蝴蝶。
- 3 a.m. UTC - 日本氣象廳為熱帶低氣壓蝴蝶發出最後報告。
- 9 a.m. UTC - 聯合颱風警報中心將熱帶風暴08W降格至熱帶低氣壓08W。
- 9 a.m. UTC - 聯合颱風警報中心將熱帶風暴07W降格至熱帶低氣壓07W。
- 9 a.m. UTC - 聯合颱風警報中心為熱帶低氣壓07W發出最後報告。
- 12 p.m. UTC - 日本氣象廳將熱帶風暴帕布降格至熱帶低氣壓帕布。
- 12 p.m. UTC - 日本氣象廳為熱帶低氣壓帕布發出最後報告。
- 3 p.m. UTC - 聯合颱風警報中心為熱帶低氣壓07W重新發出報告。
- 9 p.m. UTC - 聯合颱風警報中心為熱帶低氣壓07W發出最後報告。
- 9 p.m. UTC - 聯合颱風警報中心為熱帶低氣壓08W發出最後報告。

8月12日
- 9 a.m. UTC - 關島西北方發現一股熱帶低氣壓。
- 3 p.m. UTC - 聯合颱風警報中心將熱帶低氣壓09W升格至熱帶風暴09W。
- 6 p.m. UTC - 日本氣象廳將熱帶風暴09W確認為熱帶風暴，並將它命名為聖帕。

8月13日
- 3 a.m. UTC - 菲律賓大氣地理天文部門將熱帶風暴聖帕命名為熱帶風暴Egay。
- 6 a.m. UTC - 日本氣象廳將熱帶風暴聖帕升格至強烈熱帶風暴聖帕。

8月14日
- 12 a.m. UTC - 日本氣象廳將強烈熱帶風暴聖帕升格至颱風聖帕。
- 3 a.m. UTC - 聯合颱風警報中心將熱帶風暴09W升格至颱風09W。

8月15日
- 3 a.m. UTC - 聯合颱風警報中心將颱風09W升格至超級颱風09W。

8月17日
- 9 a.m. UTC - 聯合颱風警報中心將超級颱風09W降格至颱風09W。
- c. 9 p.m. UTC - 颱風聖帕在台灣台東縣登陸。

8月18日
- 12 p.m. UTC - 日本氣象廳將颱風聖帕降格至強烈熱帶風暴聖帕。
- c. 9 p.m. UTC - 強烈熱帶風暴聖帕在福建省登陸。

8月19日
- 12 a.m. UTC - 日本氣象廳將強烈熱帶風暴聖帕降格至熱帶風暴聖帕。
- 3 a.m. UTC - 聯合颱風警報中心將颱風09W降格至熱帶風暴09W。
- 3 a.m. UTC - 聯合颱風警報中心為熱帶風暴09W發出最後報告。

8月20日
- 12 a.m. UTC - 日本氣象廳將熱帶風暴聖帕降格至熱帶低氣壓聖帕。
- 12 a.m. UTC - 日本氣象廳為熱帶低氣壓聖帕發出最後報告。

8月28日
- 9 p.m. UTC - 塞班島東北方發現一股熱帶低氣壓。

8月29日
- 3 a.m. UTC - 聯合颱風警報中心將熱帶低氣壓10W升格至熱帶風暴10W。
- 6 a.m. UTC - 日本氣象廳將熱帶風暴10W確認為熱帶風暴，並將它命名為菲特。
- 12 p.m. UTC - 日本氣象廳將熱帶風暴菲特升格至強烈熱帶風暴菲特。
- 9 p.m. UTC - 聯合颱風警報中心將熱帶風暴10W升格至颱風10W。

8月30日
- 12 p.m. UTC - 日本氣象廳將強烈熱帶風暴菲特升格至颱風菲特。

## 9月
9月1日
- 6 p.m. UTC - 日本氣象廳將颱風菲特降格至強烈熱帶風暴菲特。

9月5日
- 12 a.m. UTC - 日本氣象廳將強烈熱帶風暴菲特升格至颱風菲特。

9月6日
- c. 3 p.m. UTC - 颱風菲特在靜岡縣伊豆半島和神奈川縣小田原市登陸。

9月7日
- 12 a.m. UTC - 日本氣象廳將颱風菲特降格至強烈熱帶風暴菲特。
- 3 a.m. UTC - 聯合颱風警報中心將颱風10W降格至熱帶風暴10W。
- 9 a.m. UTC - 聯合颱風警報中心為熱帶風暴10W發出最後報告。
- 9 a.m. UTC - 硫磺島東方發現一股熱帶低氣壓。
- 12 p.m. UTC - 日本氣象廳將熱帶低氣壓11W升格為熱帶風暴，並將它命名為丹娜絲。
- c. 3 p.m. UTC - 日本氣象廳將強烈熱帶風暴菲特降格至熱帶風暴菲特。
- 3 p.m. UTC - 聯合颱風警報中心將熱帶低氣壓11W升格至熱帶風暴11W。
- c. 4 p.m. UTC - 熱帶風暴菲特在北海道函館市登陸。
- c. 6 p.m. UTC - 熱帶風暴菲特在北海道室蘭市登陸。
- c. 8 p.m. UTC - 熱帶風暴菲特在北海道石狩市登陸。

9月8日
- 6 a.m. UTC - 日本氣象廳為熱帶風暴菲特發出最後報告。

9月9日
- 6 p.m. UTC - 日本氣象廳將熱帶風暴丹娜絲升格至強烈熱帶風暴丹娜絲。

9月11日
- 3 a.m. UTC - 聯合颱風警報中心為熱帶風暴11W發出最後報告。
- 12 p.m. UTC - 日本氣象廳將強烈熱帶風暴丹娜絲降格至熱帶風暴丹娜絲。
- 6 p.m. UTC - 日本氣象廳為熱帶風暴丹娜絲發出最後報告。

9月12日
- 9 p.m. UTC - 那霸東南方發現一股熱帶低氣壓。

9月13日
- 3:45 a.m. UTC - 菲律賓大氣地理天文部門將熱帶低氣壓12W命名為熱帶低氣壓Falcon。
- 6 a.m. UTC - 日本氣象廳將熱帶低氣壓12W升格為熱帶風暴，並將它命名為百合。
- 9 a.m. UTC - 聯合颱風警報中心將熱帶低氣壓12W升格至熱帶風暴12W。
- 3 p.m. UTC - 菲律賓大氣地理天文部門將熱帶低氣壓Falcon升格至熱帶風暴Falcon。
- 6 p.m. UTC - 日本氣象廳將熱帶風暴百合升格至強烈熱帶風暴百合。
- 9 p.m. UTC - 聯合颱風警報中心將熱帶風暴12W升格至颱風12W。

9月14日
- 12 a.m. UTC - 日本氣象廳將強烈熱帶風暴百合升格至颱風百合。
- 2:45 a.m. UTC - 菲律賓大氣地理天文部門將熱帶風暴Falcon升格至颱風Falcon。
- c. 12 p.m. UTC - 颱風百合在久米島町登陸。

9月15日
- 9 a.m. UTC - 那霸東南方發現一股熱帶低氣壓。
- 9 a.m. UTC - 菲律賓大氣地理天文部門將熱帶低氣壓13W命名為熱帶低氣壓Goring。

9月16日
- 12 a.m. UTC - 日本氣象廳將熱帶低氣壓13W升格為熱帶風暴，並將它命名為韋帕。
- 3 a.m. UTC - 聯合颱風警報中心將熱帶低氣壓13W升格至熱帶風暴13W。
- 3 a.m. UTC - 菲律賓大氣地理天文部門將熱帶低氣壓Goring升格至熱帶風暴Goring。
- c. 4:30 a.m. UTC - 颱風百合在濟州特別自治道登陸。
- c. 8:30 a.m. UTC - 颱風百合在全羅南道登陸。
- 12 p.m. UTC - 日本氣象廳將颱風百合降格至強烈熱帶風暴百合。
- 12 p.m. UTC - 日本氣象廳將熱帶風暴韋帕升格至強烈熱帶風暴韋帕。
- 3 p.m. UTC - 日本氣象廳將強烈熱帶風暴百合降格至熱帶風暴百合。
- 3 p.m. UTC - 聯合颱風警報中心將颱風12W降格至熱帶風暴12W。
- 3 p.m. UTC - 聯合颱風警報中心為熱帶風暴12W發出最後報告。
- 3 p.m. UTC - 聯合颱風警報中心將熱帶風暴13W升格至颱風13W。
- 3 p.m. UTC - 菲律賓大氣地理天文部門將熱帶風暴Goring升格至強烈熱帶風暴Goring。
- c. 10 p.m. UTC - 熱帶風暴百合在鬱陵島登陸。

9月17日
- 12 a.m. UTC - 日本氣象廳為熱帶風暴百合發出最後報告。
- 3 a.m. UTC - 日本氣象廳將強烈熱帶風暴韋帕升格至颱風韋帕。
- 3 a.m. UTC - 菲律賓大氣地理天文部門將強烈熱帶風暴Goring升格至颱風Goring。
- 9 p.m. UTC - 聯合颱風警報中心將颱風13W升格至超級颱風13W。
- c. 10 p.m. UTC - 颱風韋帕在西表島登陸。

9月18日
- 3 p.m. UTC - 聯合颱風警報中心將超級颱風13W降格至颱風13W。
- c. 8 p.m. UTC - 颱風韋帕在福鼎市登陸。

9月19日
- 3 a.m. UTC - 日本氣象廳將颱風韋帕降格至強烈熱帶風暴韋帕。
- 9 a.m. UTC - 日本氣象廳將強烈熱帶風暴韋帕降格至熱帶風暴韋帕。
- 9 a.m. UTC - 聯合颱風警報中心將颱風13W降格至熱帶風暴13W。
- 9 a.m. UTC - 聯合颱風警報中心為熱帶風暴13W發出最後報告。
- 12 p.m. UTC - 日本氣象廳將熱帶風暴韋帕降格至熱帶低氣壓韋帕。
- 12 p.m. UTC - 日本氣象廳為熱帶低氣壓韋帕發出最後報告。

9月20日
- 3 p.m. UTC - 關島西方發現一股熱帶低氣壓。

9月21日
- 3 p.m. UTC - 聯合颱風警報中心為熱帶低氣壓14W發出最後報告。

9月23日
- 3 a.m. UTC - 香港東南方發現一股熱帶低氣壓。
- 12 p.m. UTC - 日本氣象廳將熱帶低氣壓15W升格為熱帶風暴，並將它命名為范斯高。
- 3 p.m. UTC - 聯合颱風警報中心將熱帶低氣壓15W升格至熱帶風暴15W。

9月24日
- 3 a.m. UTC - 熱帶風暴范斯高在海南島文昌市登陸。
- 9 p.m. UTC - 聯合颱風警報中心將熱帶風暴15W降格至熱帶低氣壓15W。

9月25日
- 3 a.m. UTC - 聯合颱風警報中心為熱帶低氣壓15W發出最後報告。
- 6 a.m. UTC - 日本氣象廳將熱帶風暴范斯高降格至熱帶低氣壓范斯高。
- 6 a.m. UTC - 日本氣象廳為熱帶低氣壓范斯高發出最後報告。

9月27日
- 9 a.m. UTC - 菲律賓大氣地理天文部門將98W.INVEST命名為熱帶低氣壓Hanna。

9月28日
- 9 a.m. UTC - 菲律賓大氣地理天文部門將熱帶低氣壓Hanna升格至熱帶風暴Hanna。

9月29日
- c. 1 a.m. UTC - 熱帶風暴Hanna在Aurora省登陸。
- 3 a.m. UTC - 菲律賓大氣地理天文部門將熱帶風暴Hanna降格至熱帶低氣壓Hanna。

9月30日
- 12 a.m. UTC - 日本氣象廳將90W.INVEST升格為熱帶風暴，並將它命名為利奇馬（即較早前菲律賓大氣地理天文部門命名的熱帶風暴Hanna）。
- 3 a.m. UTC - 芽莊市東北方發現一股熱帶低氣壓（即較早前日本氣象廳命名的熱帶風暴利奇馬）。
- 9 a.m. UTC - 聯合颱風警報中心將熱帶低氣壓16W升格至熱帶風暴16W。
- 9 p.m. UTC - 日本氣象廳將熱帶風暴利奇馬升格至強烈熱帶風暴利奇馬。

## 10月
10月1日
- 4 a.m. UTC - 菲律賓大氣地理天文部門將91W.INVEST命名為熱帶低氣壓Ineng。
- 3 p.m. UTC - 馬尼拉東北方發現一股熱帶低氣壓（即較早前菲律賓大氣地理天文部門命名的熱帶低氣壓Ineng）。
- 3 p.m. UTC - 菲律賓大氣地理天文部門將熱帶低氣壓Ineng升格至熱帶風暴Ineng。
- 9 p.m. UTC - 聯合颱風警報中心將熱帶低氣壓17W升格至熱帶風暴17W。

10月2日
- 12 a.m. UTC - 日本氣象廳將熱帶風暴17W確認為熱帶風暴，並將它命名為羅莎。
- 9 a.m. UTC - 聯合颱風警報中心將熱帶風暴16W升格至颱風16W。
- 3 p.m. UTC - 聯合颱風警報中心將熱帶風暴17W升格至颱風17W。
- 6 p.m. UTC - 日本氣象廳將熱帶風暴羅莎升格至強烈熱帶風暴羅莎。

10月3日
- 3 a.m. UTC - 菲律賓大氣地理天文部門將熱帶風暴Ineng升格至颱風Ineng。
- 6 a.m. UTC - 日本氣象廳將強烈熱帶風暴羅莎升格至颱風羅莎。
- c. 3 p.m. UTC - 強烈熱帶風暴利奇馬在越南登陸。
- 6 p.m. UTC - 日本氣象廳將強烈熱帶風暴利奇馬降格至熱帶風暴利奇馬。
- 9 p.m. UTC - 聯合颱風警報中心將颱風16W降格至熱帶風暴16W。
- 9 p.m. UTC - 聯合颱風警報中心為熱帶風暴16W發出最後報告。

10月4日
- 6 a.m. UTC - 日本氣象廳將熱帶風暴利奇馬降格至熱帶低氣壓利奇馬。
- 6 a.m. UTC - 日本氣象廳為熱帶低氣壓利奇馬發出最後報告。

10月5日
- 3 a.m. UTC - 聯合颱風警報中心將颱風17W升格至超級颱風17W。

10月6日
- 12 a.m. UTC - 日本氣象廳將93W.INVEST升格為熱帶風暴，並將它命名為海燕。
- 3 a.m. UTC - 聯合颱風警報中心將超級颱風17W降格至颱風17W。
- c. 3 a.m. UTC - 颱風羅莎在與那國島登陸。
- 6 a.m. UTC - 日本氣象廳將92W.INVEST升格為熱帶風暴，並將它命名為楊柳。
- c. 8 a.m. UTC - 颱風羅莎在台灣宜蘭縣蘇澳鎮登陸。
- c. 3 p.m. UTC - 颱風羅莎在台灣臺北縣貢寮鄉登陸。
- 6 p.m. UTC - 日本氣象廳將熱帶風暴海燕降格至熱帶低氣壓海燕。
- 6 p.m. UTC - 日本氣象廳為熱帶低氣壓海燕發出最後報告。

10月7日
- 12 a.m. UTC - 日本氣象廳將颱風羅莎降格至強烈熱帶風暴羅莎。
- 12 a.m. UTC - 日本氣象廳為熱帶風暴楊柳發出最後報告。
- c. 9 a.m. UTC - 強烈熱帶風暴羅莎在福鼎市登陸。
- 9 a.m. UTC - 聯合颱風警報中心將颱風17W降格至熱帶風暴17W。

10月8日
- 12 a.m. UTC - 日本氣象廳將強烈熱帶風暴羅莎降格至熱帶風暴羅莎。
- 12 p.m. UTC - 日本氣象廳為熱帶風暴羅莎發出最後報告。
- 3 p.m. UTC - 聯合颱風警報中心將熱帶風暴17W降格至熱帶低氣壓17W。
- 9 p.m. UTC - 聯合颱風警報中心為熱帶低氣壓17W發出最後報告。

10月12日
- 6 a.m. UTC - 日本氣象廳將97W.INVEST升格為熱帶風暴，並將它命名為玲玲。
- 9 a.m. UTC - 中途島西南方發現一股熱帶低氣壓（即較早前日本氣象廳命名的熱帶風暴玲玲）。
- 3 p.m. UTC - 聯合颱風警報中心將熱帶低氣壓18W升格至熱帶風暴18W。

10月13日
- 9 p.m. UTC - 聯合颱風警報中心將熱帶風暴18W降格至熱帶低氣壓18W。
- 9 p.m. UTC - 聯合颱風警報中心為熱帶低氣壓18W發出最後報告。

10月15日
- 6 a.m. UTC - 日本氣象廳為熱帶風暴玲玲發出最後報告。

10月18日
- 3 a.m. UTC - 塞班島西北方發現一股熱帶低氣壓。
- 6 a.m. UTC - 日本氣象廳將熱帶低氣壓19W升格為熱帶風暴，並將它命名為劍魚。
- 9 a.m. UTC - 聯合颱風警報中心將熱帶低氣壓19W升格至熱帶風暴19W。
- 12 p.m. UTC - 日本氣象廳將熱帶風暴劍魚升格至強烈熱帶風暴劍魚。
- 9 p.m. UTC - 聯合颱風警報中心將熱帶風暴19W升格至颱風19W。

10月19日
- 12 a.m. UTC - 日本氣象廳將強烈熱帶風暴劍魚升格至颱風劍魚。

10月21日
- 3 p.m. UTC - 聯合颱風警報中心為颱風19W發出最後報告。
- 6 p.m. UTC - 日本氣象廳將颱風劍魚降格至強烈熱帶風暴劍魚。

10月22日
- 6 a.m. UTC - 日本氣象廳為強烈熱帶風暴劍魚發出最後報告。

10月26日
- 12 a.m. UTC - 日本氣象廳將94W.INVEST升格為熱帶風暴，並將它命名為法茜。
- 3 a.m. UTC - 那霸東南方發現一股熱帶低氣壓（即較早前日本氣象廳命名的熱帶風暴法茜）。
- 3 a.m. UTC - 菲律賓大氣地理天文部門將熱帶風暴法茜命名為熱帶低氣壓Juaning。
- 3 p.m. UTC - 聯合颱風警報中心為熱帶低氣壓20W發出最後報告。
- 3 p.m. UTC - 菲律賓大氣地理天文部門將熱帶低氣壓Juaning升格為熱帶風暴Juaning。
- 9 p.m. UTC - 聯合颱風警報中心重新為熱帶低氣壓20W發出報告，並將它升格為熱帶風暴20W。

10月27日
- 12 a.m. UTC - 日本氣象廳將熱帶風暴法茜升格至強烈熱帶風暴法茜。
- 3 a.m. UTC - 聯合颱風警報中心為熱帶風暴20W發出最後報告。
- 6 p.m. UTC - 日本氣象廳為強烈熱帶風暴法茜發出最後報告。

## 11月
11月3日
- 9 a.m. UTC - 馬尼拉東北方發現一股熱帶低氣壓。
- 9 a.m. UTC - 菲律賓大氣地理天文部門將熱帶低氣壓21W命名為熱帶低氣壓Kabayan。
- 12 p.m. UTC - 日本氣象廳將熱帶低氣壓21W升格為熱帶風暴，並將它命名為琵琶。
- 3 p.m. UTC - 聯合颱風警報中心將熱帶低氣壓21W升格至熱帶風暴21W。
- 3 p.m. UTC - 菲律賓大氣地理天文部門將熱帶低氣壓Kabayan升格為熱帶風暴Kabayan。

11月4日
- 12 a.m. UTC - 日本氣象廳將熱帶風暴琵琶升格至強烈熱帶風暴琵琶。
- c. 12:30 p.m. UTC - 強烈熱帶風暴琵琶在Isabela省登陸。
- 3 p.m. UTC - 聯合颱風警報中心將熱帶風暴21W升格至颱風21W。

11月5日
- 3 a.m. UTC - 聯合颱風警報中心將颱風21W降格至熱帶風暴21W。
- 9 p.m. UTC - 聯合颱風警報中心將熱帶風暴21W升格至颱風21W。

11月6日
- 3 a.m. UTC - 日本氣象廳將強烈熱帶風暴琵琶升格至颱風琵琶。
- 9 a.m. UTC - 菲律賓大氣地理天文部門將熱帶風暴Kabayan升格至颱風Kabayan。

11月7日
- 6 a.m. UTC - 日本氣象廳將颱風琵琶降格至強烈熱帶風暴琵琶。
- 3 p.m. UTC - 聯合颱風警報中心將颱風21W降格至熱帶風暴21W。
- 3 p.m. UTC - 日本氣象廳將強烈熱帶風暴琵琶降格至熱帶風暴琵琶。

11月8日
- 3 a.m. UTC - 聯合颱風警報中心將熱帶風暴21W降格至熱帶低氣壓21W。

11月9日
- 12 a.m. UTC - 日本氣象廳將熱帶風暴琵琶降格至熱帶低氣壓琵琶。
- 12 a.m. UTC - 日本氣象廳為熱帶低氣壓琵琶發出最後報告。
- 3 p.m. UTC - 聯合颱風警報中心為熱帶低氣壓21W發出最後報告。

11月11日
- 3 p.m. UTC - 硫磺島西南方發現一股熱帶低氣壓。

11月12日
- 12 a.m. UTC - 日本氣象廳將熱帶低氣壓22W升格為熱帶風暴，並將它命名為塔巴。
- 3 a.m. UTC - 聯合颱風警報中心將熱帶低氣壓22W升格至熱帶風暴22W。
- 9 p.m. UTC - 聯合颱風警報中心將熱帶風暴22W降格至熱帶低氣壓22W。
- 9 p.m. UTC - 聯合颱風警報中心為熱帶低氣壓22W發出最後報告。

11月13日
- 12 a.m. UTC - 日本氣象廳將熱帶風暴塔巴降格至熱帶低氣壓塔巴。
- 12 a.m. UTC - 日本氣象廳為熱帶低氣壓塔巴發出最後報告。

11月18日
- 9 p.m. UTC - 棉蘭老島東方發現一股熱帶低氣壓。

11月19日
- 4:45 a.m. UTC - 菲律賓大氣地理天文部門將熱帶低氣壓23W命名為熱帶低氣壓Lando。
- 9 a.m. UTC - 菲律賓大氣地理天文部門將熱帶低氣壓Lando升格為熱帶風暴Lando。
- 未知時間 - 熱帶低氣壓23W在菲律賓登陸。
- 9 p.m. UTC - 聯合颱風警報中心將熱帶低氣壓23W升格至熱帶風暴23W。

11月20日
- 9 a.m. UTC - 雅蒲島西北方發現一股熱帶低氣壓。
- 12 p.m. UTC - 日本氣象廳將熱帶低氣壓24W升格為熱帶風暴，並將它命名為米娜。
- 未知時間 - 熱帶風暴23W在巴拉望登陸。
- 6 p.m. UTC - 日本氣象廳將熱帶風暴23W確認為熱帶風暴，並將它命名為海貝思。
- 8 p.m. UTC - 菲律賓大氣地理天文部門將熱帶風暴米娜命名為熱帶風暴Mina。
- 9 p.m. UTC - 聯合颱風警報中心將熱帶低氣壓24W升格至熱帶風暴24W。

11月21日
- 6 a.m. UTC - 日本氣象廳將熱帶風暴海貝思升格至強烈熱帶風暴海貝思。
- 12 p.m. UTC - 日本氣象廳將熱帶風暴米娜升格至強烈熱帶風暴米娜。
- 9 p.m. UTC - 聯合颱風警報中心將熱帶風暴23W升格至颱風23W。
- 9 p.m. UTC - 聯合颱風警報中心將熱帶風暴24W升格至颱風24W。

11月22日
- 12 a.m. UTC - 日本氣象廳將強烈熱帶風暴海貝思升格至颱風海貝思。
- 12 a.m. UTC - 日本氣象廳將強烈熱帶風暴米娜升格至颱風米娜。
- 3 a.m. UTC - 菲律賓大氣地理天文部門將熱帶風暴Mina升格至颱風Mina。

11月23日
- 6 p.m. UTC - 日本氣象廳將颱風海貝思降格至強烈熱帶風暴海貝思。
- 9 p.m. UTC - 聯合颱風警報中心將颱風23W降格至熱帶風暴23W。

11月25日
- c. 2 p.m. UTC - 颱風米娜在Isabela省登陸。

11月26日
- 3 a.m. UTC - 聯合颱風警報中心將熱帶風暴23W降格至熱帶低氣壓23W。
- 3 a.m. UTC - 日本氣象廳將強烈熱帶風暴海貝思降格至熱帶風暴海貝思。
- 6 a.m. UTC - 日本氣象廳將颱風米娜降格至強烈熱帶風暴米娜。
- 9 a.m. UTC - 那霸東南方發現一股熱帶低氣壓。
- 9 a.m. UTC - 菲律賓大氣地理天文部門將颱風Mina降格至熱帶風暴Mina。
- 9 p.m. UTC - 聯合颱風警報中心將颱風24W降格至熱帶風暴24W。
- 9 p.m. UTC - 菲律賓大氣地理天文部門將熱帶風暴Lando降格為熱帶低氣壓Lando。

11月27日
- 3 a.m. UTC - 聯合颱風警報中心為熱帶低氣壓23W發出最後報告。
- 6 a.m. UTC - 日本氣象廳將強烈熱帶風暴米娜降格至熱帶風暴米娜。
- c. 8 a.m. UTC - 熱帶風暴海貝思在Occidental Mindoro省登陸。
- c. 2 p.m. UTC - 熱帶風暴海貝思在Romblon省的多個島嶼登陸。
- 3 p.m. UTC - 菲律賓大氣地理天文部門將熱帶風暴Mina降格至熱帶低氣壓Mina。
- 6 p.m. UTC - 日本氣象廳將熱帶風暴米娜降格至熱帶低氣壓米娜。
- 6 p.m. UTC - 日本氣象廳為熱帶低氣壓米娜發出最後報告。
- c. 8 p.m. UTC - 熱帶風暴海貝思在Quezon省登陸。
- 9 p.m. UTC - 聯合颱風警報中心將熱帶風暴24W降格至熱帶低氣壓24W。
- 9 p.m. UTC - 聯合颱風警報中心為熱帶低氣壓24W發出最後報告。
- 9 p.m. UTC - 聯合颱風警報中心為熱帶低氣壓25W發出最後報告。

11月28日
- 3 a.m. UTC - 日本氣象廳將熱帶風暴海貝思降格至熱帶低氣壓海貝思。
- 3 a.m. UTC - 日本氣象廳為熱帶低氣壓海貝思發出最後報告。
- 3 p.m. UTC - 硫磺島西方發現一股熱帶低氣壓。
- 9 p.m. UTC - 聯合颱風警報中心為熱帶低氣壓26W發出最後報告。

## 12月
- 沒有任何熱帶氣旋形成於西北太平洋。

| 前任： 2006 | 太平洋颱風季時間軸 2007 | 繼任： 2008 |